# Joel Kramer
Joel Bruce Kramer (San Diego, 30 novembre 1955) è un ex cestista statunitense, professionista nella NBA e in Israele.

## Carriera
Venne selezionato dai Phoenix Suns al terzo giro del Draft NBA 1978 (63ª scelta assoluta).

## Palmarès
- Campionato israeliano: 1

Maccabi Tel Aviv: 1983-84